# Callicereon
Callicereon är ett släkte av fjärilar. Callicereon ingår i familjen nattflyn.
Kladogram enligt Catalogue of Life:
| Callicereon | \| \| Callicereon affine \| \| \| \| \| \| Callicereon heterochroa \| \| \| \| |
|             | \| \| Callicereon affine \| \| \| \| \| \| Callicereon heterochroa \| \| \| \| |
|             | Callicereon affine                                                             |
|             |                                                                                |
|             | Callicereon heterochroa                                                        |
|             |                                                                                |